# 奇談 (映画)
『奇談』（きだん）は、2005年に製作された日本の映画作品。小松隆志監督。 
藤澤恵麻、阿部寛主演。諸星大二郎の漫画『妖怪ハンター』シリーズの初期の短編『生命の木』を原作にしているが、主人公は女性に変えられている（稗田ではなく村を訪れる別の人物）。

## キャスト
- 藤澤恵麻（幼少期: 山田夏海）：佐伯里美（さえきさとみ）。本作品の主人公。大学院生。7歳当時、村で神隠しにあったが戻ってきた。
- 阿部寛：稗田礼二郎（ひえだれいじろう）。異端の民俗学者。原作が掲載されている妖怪ハンターシリーズでは主人公。
- 神戸浩：重太（じゅうた）。〝はなれ〟[1]の住民。
- 一龍斎貞水：龍尊寺住職。村の伝説を語る。
- 草村礼子：妙（たえ）。神隠しの伝説を語る老婆。
- ちすん：赤沼静江（あかぬましずえ）。江戸時代の神隠しから戻ってきた娘。
- 清水綋治： 村にあるカトリック教会の神父。〝はなれ〟のキリスト教に強い違和感を覚える。
- やべけんじ（声: 三ツ矢雄二）：善次（ぜんじ）。〝はなれ〟の住民。死体として登場する。
- 白木みのる：洗礼のヨハネ。〝はなれ〟の住民を見届ける。
- 赤星満：使徒ヨハネ。
- プリティ太田：黙示録のヨハネ
- 柳ユーレイ：中原巡査
- 田中碧海：小杉新吉 : 16年前に佐伯里美と一緒に神隠しに遭い行方不明の少年。
- 土屋嘉男：三戸部孝蔵
- 津嘉山正種：ナレーション
- 菅原大吉、堀内正美、伊藤幸純、やべけんじ、守田比呂也、佐久間哲、島津健太郎　ほか

## スタッフ
- 監督・脚本：小松隆志
- プロデューサー：一瀬隆重
- 音楽：川井憲次
- 美術：斉藤岩男
- 特殊造型：宗理起也、吉田茂正
- 視覚効果：松本肇、日本映像クリエイティブ
- 操演：スプリーム・エフェクト
- ロケ協力：藤沢町、大籠カトリック教会、高柳町、川西町 (新潟県)、小山町フィルムコミッション　ほか
- スタジオ：日活撮影所、東宝スタジオ
- 現像：東京現像所
- 資料提供：宮崎昌二郎「落城」（南有馬町所蔵）
- 宣伝プロデューサー：叶井俊太郎
- 宣伝：トルネード・フィルム、ビー・ウィング
- Coプロデューサー：久保淳
- エグゼクティブプロデューサー：小谷靖
- キャスティング：山口正志
- 製作：Entertainment FARM、オズ、ジェネオンエンタテインメント、ザナドゥー、PRM
- 製作プロダクション：オズ
- 配給：ザナドゥー

## 小説版
映画公開に先駆けた2005年10月25日に角川ホラー文庫のレーベルより本映画のノベライズ版が発売されている。著者は行川渉（ISBN 978-4042945048）。